# 2. stoljeće
◄ | 1. tisućljeće pr. Kr. | 1. tisućljeće | 2. tisućljeće | ►
◄ | 1. stoljeće | 2. stoljeće | 3. stoljeće | 4. stoljeće | 5. stoljeće | ►
200-ih | 210-ih | 220-ih | 230-ih | 240-ih | 250-ih | 260-ih | 270-ih | 280-ih | 290-ih
2. stoljeće je je razdoblje od 201. do  300. godine.

## Glavni događaji i razvoji
- Razdoblje najveće moći i slave Rimskog Carstva, poznato i kao vladavina Pet dobrih careva

## Osobe
- Trajan - Rimski car, 98. – 117.
- Septimije Sever - Rimski car, 193. – 211. Provodi drastične političke reforme.
- Lü Bu - Veliki kineski vojskovođa za vrijeme dinastije Han, 153. – 198.

## Vanjske poveznice
|  | Zajednički poslužitelj ima još gradiva o temi 2. stoljeće |